# Еврейско-арамейские языки
Евре́йско-араме́йские языки́ (иуде́о-араме́йские, иуде́йско-араме́йские; арам.: אַרָמָיָא; ивр. ארמית‎, арами́т) — совокупность арамейских языков и диалектов, на которых говорили и писали в еврейских общинах Плодородного Полумесяца, начиная с середины I тысячелетия до н. э. по наше время.

## Староарамейский период
Тексты иудейского круга составлялись ещё на староарамейском (англ. Biblical Aramaic): на канцелярском арамейском написаны документы иудейского гарнизона острова Элефантина в Египте и библейская книга Эзры (Ездр. 4:8 — 6:18, Ездр. 7:12—26). К более позднему староарамейскому относятся библейская книга Даниила (Дан. 2:4 — 7:28) и арамейские тексты Кумранской общины. Язык этих библейских книг называют также библейско-арамейским).
Применительно к этому периоду не принято говорить об особых письменных еврейско-арамейских вариантах. Начиная с Вавилонского плена (VI век до н. э.) в устном общении в Древнем Израиле древнееврейский начинает вытесняться арамейским, который к началу н. э. становится основным разговорным языком евреев. К началу нашей эры 5 диалектов западно(старо)арамейского были распространены в Древнем Израиле и близлежащих землях:
- Староиудейский — диалект Иерусалима и всей Иудеи;
- В оазисе Эйн-Геди говорили на юго-восточном иудейском диалекте;
- Самаритянско-арамейский был распространён в Самарии; для него было характерно произношение согласных хе, хет, аин как алеф, то есть отсутствие согласного звука и удлинение гласного.
- Галилейско-Арамейский (англ. Galilean Aramaic) — диалект малой родины Иисуса Христа (Язык Иисуса (ивр. שפת ישו‎)), известен только по нескольким топонимам, влиянию на Галилейский Таргум, некоторым раввинским произведениям и нескольким частным письмам. Он характеризовался некоторыми особыми чертами, в том числе дифтонги в нём не стягивались в монофтонги.
- Восточноиорданский, представленный несколькими разновидностями, был распространён на восточном берегу Иордана.

## Среднеарамейский период
Наиболее многочисленны и разнообразны по жанру арамейские тексты иудейского круга, относящиеся к византийскому периоду (бо́льшая часть I тысячелетия н. э.). Фундаментальным памятником еврейско-арамейского языка этой эпохи, в частности, является текст Талмуда в его двух редакциях — Иерусалимский и Вавилонский.
Обозначение «иудео-арамейский» применяют к арамейским языкам прежде всего византийского периода.
К концу предыдущего периода арамейский стал практически единственным разговорным языком трёх религиозных общин Древнего Израиля — евреев, христиан, самаритян, каждая из которых сформировала свой письменный арамейский язык.
Два основных письменных иудео-арамейских языка относятся к разным группам арамейских языков:
- Вавилонский иудейско-арамейский (иудейско-вавилонский арамейский, «язык Вавилонского Талмуда») — язык Вавилонского Талмуда и вавилонских таргумов, относится к восточной группе.
- Палестинский иудейско-арамейский (иудейско-палестинский арамейский, иудейско-таргумический арамейский; Jewish Palestinian Aramaic) — язык Палестинского Талмуда, палестинских мидрашей и таргумов ранневизантийской эпохи, является западноарамейским; внутри него выделяется галилейский арамейский (Middle Galilean Aramaic).

Иудейско-арамейские языки использовали квадратный еврейский алфавит, возникший из староарамейского курсива.
Из-за целенаправленной римской[уточнить] политики в течение первых веков н. э. евреи стали меньшинством в Палестине. Тем не менее, ещё в VI веке там оставалось 43 еврейских общины, говоривших по-арамейски, 12 на побережье, в пустыне Негев и на Восточном берегу Иордана и 31 деревня в Галилее и в Иорданской долине.
Арамейские языки занимали прочные позиции в еврейской диаспоре и к началу арабского завоевания они были разговорными языками значительной части евреев мира.

## Новоарамейский период

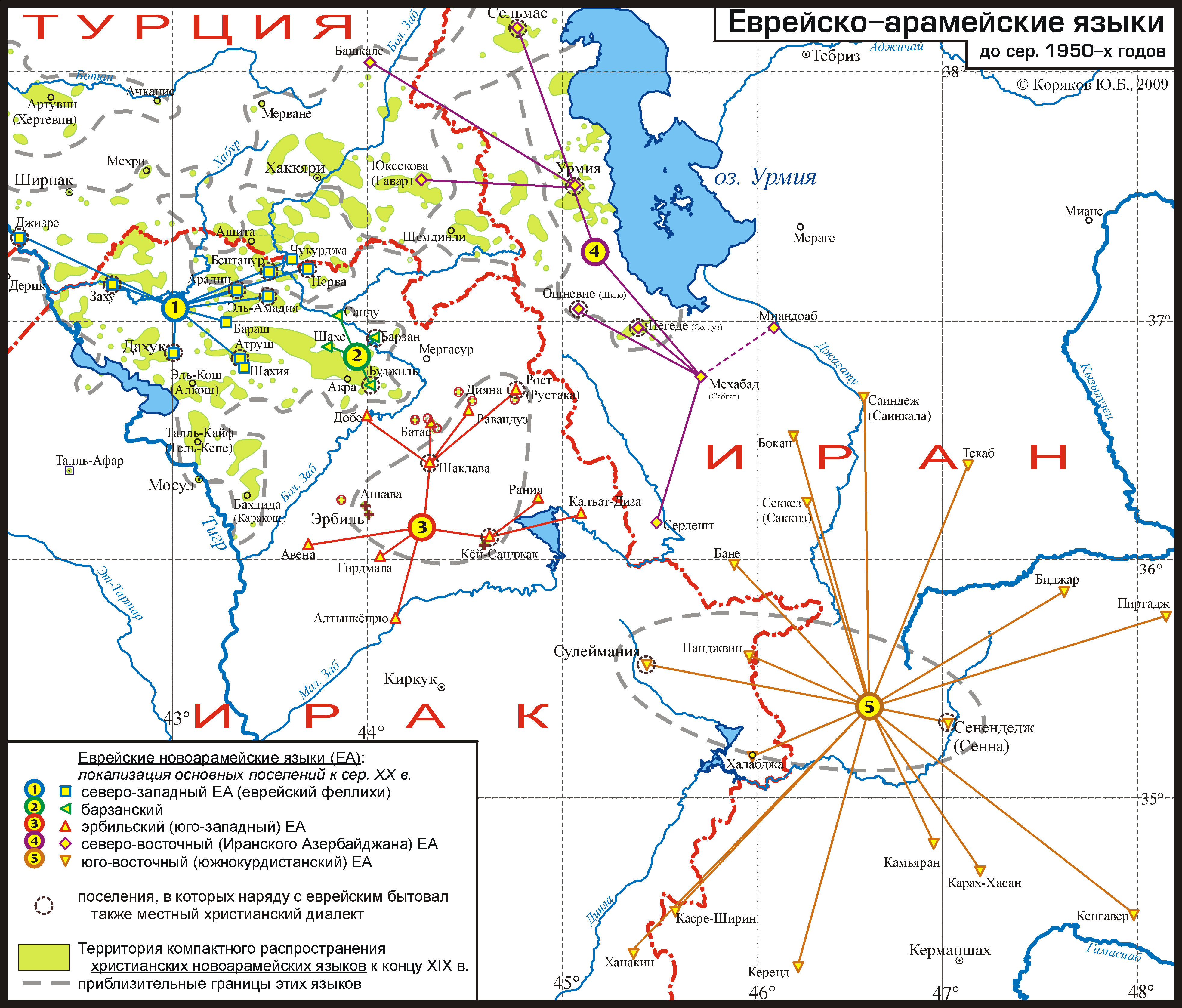
Еврейско-арамейские языки до середины 1950-х годов

После арабизации Ближнего Востока еврейско-арамейские диалекты сохранились в основном в северной Месопотамии и к востоку от неё, разбросанные там наряду с арамейскими диалектами христиан. К началу XX века сформировалось несколько еврейско-арамейских языков, все относящиеся к северо-восточной группе. Они были распространены от Джизре в Турции до Иранского Азербайджана и окрестностей Керманшаха в Иране. Носители этих языков обычно называются «лахлухи» или «курдистанские евреи». Точный список еврейско-арамейских языков составить сложно из-за того, что во-первых, некоторые из общин исчезли в результате геноцида ассирийцев 1915 года и последующих войн, во-вторых, часть носителей выехала в разные страны, в частности в Израиль, и в-третьих, чем ближе к западу, тем взаимопонимание между еврейской и христианской арамеоязычными общинами лучше, и часто можно говорить об одном местном языке с двумя диалектами.
Сейчас практически все носители еврейско-арамейских языков переселились в Израиль (в основном в Иерусалим), немногие в США и совсем немногие остались в Великобритании, Иране и Турции. В общей сложности насчитывается около 26 тысяч носителей, многие из которых чаще пользуются ивритом.
Широко распространённые самоназвания еврейско-арамейских языков, типа «наш язык», не являются в полном смысле лингвонимами, а лишь ситуативно используемыми обозначениями, и в разных ситуациях могут обозначать и другие языки. Общими самоназваниями являются также Kurdit («курдский»), Hûla'ûlā («еврейский»), Lišnā Yehudiyya («еврейский язык»), Lašon ha-Galut («язык изгнания»), Lašon Targum («язык Таргума»). В Ираке арабы именуют язык курдских евреев Jabalī («горский»).
Известны следующие современные еврейско-арамейские языки:
- Северо-западный ЕА (еврейский феллихи, заху; Lišānā Denî — «наш язык», Lišānā Hôzāyē — «язык евреев»; Zakho JNA) — был распространён на самом севере Ирака (Мосульская равнина) и в соседних районах Турции, в смешанных городах и деревнях Джизре (Гизра), Заху, Дахук, Арадин, Эль-Амадия, Атруш, Бентанур (Бетануре), Нерва и в чисто еврейских поселениях Шахия, Бараш и Чукурджа (Чал). Джизре и Чукурджа располагаются на территории Турции, остальные — Ирака. Около 8 тысяч носителей живут теперь в Израиле, все старше 50 лет. Вместе с юго-западным христианско-арамейским образуют один язык.
- Барзанский ЕА (буджильский, барзани; Lišānîd Jānān; Barzani JNA, Bijili) — до середины XX века в Ираке в среднем течении реки Большой Заб (деревни Буджиль, Барзан, Шахе, Санду и Нерим) возле города Акра. Последний полноценный носитель умер в 1998, сейчас в Иерусалиме осталось около 20 полуносителей старше 70 лет, первый язык которых — иврит или курдский. Функционально язык является мёртвым.
- Эрбильский ЕА (еврейско-эрбильский, юго-западный ЕА, межзабский ЕА; Lišānîd Nošān — «язык нас самих», Lišānā Dîdān — «наш язык», Galigalu — «мой-твой», Hula’ula; Arbil JNA) — был распространён в Ираке, в районе города Эрбиль. Около двух тысяч носителей теперь живут в Израиле. Взаимонепонимаем с местными новоарамейскими диалектами христиан, образующими эрбильский христианско-новоарамейский язык. 2 основных группы диалектов:
  - западная — в городах и деревнях Добе (50 км к северу от Эрбиля), Батас, Равандуз, Рост (Рустака), Шаклава, Авена, Гирдмала и Алтынкёпрю;
  - восточная — в городах Кёй-Санджак, Рания и Калъат-Диза.
- Урмийский ЕА (северо-восточный ЕА, ЕА Иранского Азербайджана; Lišān Didān, Lišānān — «наш язык», Lišānid Naš Didān — «язык нас самих», Laxloxi — «тебе (ж.рода)-тебе (м.рода)», Galihalu — «мой-твой»; Persian Azerbaijani JNA) — был распространён в Иранском Азербайджане, в районе озера Урмия. Около четырёх тысяч носителей живут теперь в Израиле, больше сотни остались с Грузии и Турции. Взаимонепонимаем с урмийским христианско-арамейским. 2 основных группы диалектов:
  - северная — в районе городов Сельмас и Урмия (Иран) и Башкале и Юксекова (Турция);
  - южная — в городах Мехабад, Ошневие (Шино), Негеде (Солдуз), Миандоаб и Сердешт.
- Южнокурдистанский ЕА (юго-восточный ЕА, хулаула[англ.] — «еврейский», Lišānā Nošān, Lišānā Axni — «наш язык», Galiglu — «мой-твой»; Persian Kurdistani JNA) — до середины XX века в Иране в останах Курдистан (города Сенендедж (Сенна), Камьяран, Бане, Биджар, Пиртадж и Секкез), Керманшах (города Керенд, Касре-Ширин, Карах-Хасан и Кенгавер) и Западный Азербайджан (Бокан, Текаб и Саиндеж/Саинкала) и в иракских городах Сулеймания, Панджвин, Халабджа и Ханакин. Около десяти тысяч в Израиле, немного в США, в Иране несколько сотен. Взаимонепонимаем с христианским арамейским языком городов Сенендедж и Сулеймания.

Арамеоязычные евреи были известны и из других мест в Иракском Курдистане (Киркук, Мосул, Дахук, Нерва, Ханакин, Битанур, Эль-Амадия) и в Турецком Курдистане, однако более точных сведений об их языках не сохранилось.
Взаимопонимание между отдельными еврейско-арамейскими языками и новоарамейскими языками христиан зависит от исходного местоположения носителей. Если на западе язык евреев Заху являлся скорее диалектом крупного халдейского новоарамейского языка, то далее к востоку языки евреев уже совершенно взаимонепонятны с языками христиан, но зато наблюдается некоторое взаимопонимание между урмийским, эрбильским и хулаула.
При необходимости для современных еврейско-арамейских языков используется обычное еврейское письмо с чисто фонетической орфографией.

### Старо- и среднеарамейский периоды
- Берлин И. Язык еврейский // Еврейская энциклопедия Брокгауза и Ефрона. — СПб., 1908—1913.
- Epstein, J. N. 1960. A Grammar of Babylonian Aramaic. Jerusalem / Tel Aviv.
- Sokoloff, Michael, A Dictionary of Jewish Babylonian Aramaic of the Talmudic and Geonic Periods: Bar Ilan and Johns Hopkins 2002
- Sokoloff, Michael, A Dictionary of Judean Aramaic: Bar Ilan 2003
- Sokoloff, Michael, A Dictionary of Jewish Palestinian Aramaic of the Byzantine Period: Johns Hopkins 2002/3

### Новоарамейский период
- Cohen, D. 1971. Neo-Aramaic. Encyclopaedia Judaica 12: 948—951.
- Garbell, I. 1965. The Jewish Neo-Aramaic Dialect of Persian Azerbaijan. The Hague.
- Greenfield, J. C. 1995. Aramaic and the Jews. Studia Aramaica (JSS Supplement 4). Oxford. 1-18.
- Goldenberg, G. 2000. Early Neo-Aramaic and Present-Day Dialectal Diversity. JSS 45: 69-89.
- Hopkins, S. 1991. Review of Studies in Neo-Aramaic by W. Heinrichs (ed.). JAOS 111: 789—790.
- Hopkins, S. 1993. יהודי כורדיסתאן בארץ ישראל ולשונם [The Jews of Kurdistan in Eretz Yisrael and Their Language]. Pe’amim 56: 50-74.
- Hopkins, S. 1999. The Neo-Aramaic Dialects of Iran. In S. Shaked & A. Netzer (eds.), Irano-Judaica 4: 311-27.
- Israeli, Y. 1998. The Jewish Neo-Aramaic Language of Saqqiz (Southern Kurdistan). PhD Dissertation, The Hebrew University of Jerusalem.
- Mutzafi, H. 2000. The Jewish Neo-Aramaic Dialect of Koy Sanjaq (Iraqi Kurdistan): Phonology, Morphology, Text, and Glossary. PhD Dissertation, Tel Aviv University.
- Sabar, Y. 1975. The Impact of Israeli Hebrew on the Neo-Aramaic Dialect of the Kurdish Jews of Zakho: A Case of Language Shift. Hebrew Union College Annual 46: 489—508.
- Sabar, Y. 1984. Homilies in the Neo-Aramaic of the Jews of Kurdistan for the Biblical Portions of Wayúi (Genesis), Beshallaú and Yitro (Exodus) (edited and translated into Hebrew with comparative Midrashic notes and glossary). Jerusalem: Israel Academy of Sciences and Humanities.
- Sabar, Y. 2002. A Jewish Neo-Aramaic Dictionary: Dialects of Amidya, Dihok, Nerwa and Zakho, Northwestern Iraq. Wiesbaden: Harrassowitz.